# Kelly Evernden
Kelly Graeme Evernden (Gisborne, 21 de setembre de 1961) és un extennista professional neozelandès.
En el seu palmarès hi ha tres títols individuals i cinc més en dobles. Va formar part de l'equip neozelandès de la Copa Davis.

## Biografia
Té ascendència maori i el seu nom en aquesta cultura és "Te Rangai", que significa guerrer jove. Va patir un accident automobilístic quan tenia setze anys que li va provocar dues parades cardíaques i diverses fractures. Va aconseguir recuperar-se físicament de l'accident a excepció d'un pulmó que li fou extret. Va disputar tota la seva carrera esportiva només amb un pulmó.
Abans d'esdevenir professional va estudiar direcció esportiva i psicologia a la Universitat d'Arkansas (Estats Units).
Es va traslladar als Estats Units, on va conèixer la seva dona. Es van establir a Mercer Island (Estats Units) i van tenir dos fills.

## Palmarès

### Individual: 7 (3−4)
| Llegenda (pre/post 2009)                                 |
| -------------------------------------------------------- |
| Grand Slams (0−0)                                        |
| Tennis Masters Cup / ATP Finals (0−0)                    |
| ATP Masters Series / ATP World Tour Masters 1000 (0−0)   |
| ATP International Series Gold / ATP World Tour 500 (0−0) |
| ATP International Series / ATP World Tour 250 (3−4)      |

| Títols per superfície |
| --------------------- |
| Dura (2−1)            |
| Gespa (1−1)           |
| Terra batuda (0−0)    |
| Moqueta (0−2)         |

| Resultat  | Núm. | Data                  | Torneig                   | Superfície | Oponent         | Marcador                   |
| --------- | ---- | --------------------- | ------------------------- | ---------- | --------------- | -------------------------- |
| Finalista | 1.   | 7 d'octubre de 1985   | Brisbane, Austràlia       | Moqueta    | Paul Annacone   | 3−6, 3−6                   |
| Finalista | 2.   | 9 de desembre de 1985 | Sydney, Austràlia         | Gespa      | Henri Leconte   | 7−6(6), 2−6, 3−6           |
| Guanyador | 1.   | 15 de juny de 1987    | Bristol, Regne Unit       | Gespa      | Tim Wilkison    | 6−4, 7−6                   |
| Guanyador | 2.   | 5 d'octubre de 1987   | Brisbane                  | Dura (i)   | Eric Jelen      | 3−6, 6−1, 6−1              |
| Guanyador | 3.   | 2 de gener de 1989    | Wellington, Nova Zelanda  | Dura       | Shuzo Matsuoka  | 7−5, 6−1, 6−4              |
| Finalista | 3.   | 16 d'octubre de 1989  | Viena, Àustria            | Moqueta    | Paul Annacone   | 7−6(5), 4−6, 1−6, 6−2, 3−6 |
| Finalista | 4.   | 20 d'agost de 1990    | Schenectady, Estats Units | Dura       | Ramesh Krishnan | 1−6, 1−6                   |

### Dobles: 8 (5−3)
| Llegenda (pre/post 2009)                                 |
| -------------------------------------------------------- |
| Grand Slams (0−0)                                        |
| Tennis Masters Cup / ATP Finals (0−0)                    |
| ATP Masters Series / ATP World Tour Masters 1000 (1−0)   |
| ATP International Series Gold / ATP World Tour 500 (0−0) |
| ATP International Series / ATP World Tour 250 (4−3)      |

| Títols per superfície |
| --------------------- |
| Dura (4−2)            |
| Gespa (0−0)           |
| Terra batuda (0−0)    |
| Moqueta (1−1)         |

| Resultat  | Núm. | Data                 | Torneig                      | Superfície  | Parella             | Oponents                            | Marcador      |
| --------- | ---- | -------------------- | ---------------------------- | ----------- | ------------------- | ----------------------------------- | ------------- |
| Guanyador | 1.   | 31 de març de 1986   | Colònia, Alemanya Occidental | Dura        | Chip Hooper         | Jan Gunnarsson Peter Lundgren       | 6−4, 6−7, 6−3 |
| Guanyador | 2.   | 5 d'octubre de 1987  | Brisbane, Austràlia          | Dura (i)    | Matt Anger          | Broderick Dyke Wally Masur          | 7−6, 6−2      |
| Guanyador | 3.   | 22 de febrer de 1988 | Filadèlfia, Estats Units     | Moqueta (i) | Johan Kriek         | Kevin Curren Danie Visser           | 7−6, 6−3      |
| Finalista | 1.   | 7 d'agost de 1989    | Livingston, Estats Units     | Dura        | Sammy Giammalva Jr. | Tim Pawsat Tim Wilkison             | 5−7, 3−6      |
| Guanyador | 4.   | 14 d'agost de 1989   | Mont-real, Canadà            | Dura        | Todd Witsken        | Charles Beckman Shelby Cannon       | 6−3, 6−3      |
| Finalista | 2.   | 16 d'octubre de 1989 | Viena, Àustria               | Moqueta (i) | Paul Annacone       | Jan Gunnarsson Anders Järryd        | 2−6, 3−6      |
| Guanyador | 5.   | 1 de gener de 1990   | Wellington, Nova Zelanda     | Dura        | Nicolás Pereira     | Sergio Casal Emilio Sánchez Vicario | 6−4, 7−6      |
| Finalista | 3.   | 20 d'abril de 1992   | Seül, Corea del Sud          | Dura        | Brad Pearce         | Kevin Curren Gary Muller            | 6−7, 4−6      |

## Trajectòria

### Individual
| Open d'Austràlia | A           | A           | A           | A           | A           | 1R          | NC          | QF          | 1R    | 2R          | 1R          | 1R          | A   | A   | A    | 0 / 6     | 5 – 6     |
| Roland Garros | A           | A           | A           | A           | A           | A           | A           | A           | A     | A           | A           | 1R          | Q   | A   | A    | 0 / 1     | 0 – 1     |
| Wimbledon | A           | A           | A           | A           | A           | 2R          | 1R          | 3R          | 2R    | 1R          | 1R          | 1R          | A   | A   | A    | 0 / 7     | 4 – 7     |
| US Open | A           | A           | A           | A           | A           | 3R          | 1R          | 3R          | 1R    | 1R          | 1R          | 1R          | Q   | Q   | A    | 0 / 7     | 4 – 7     |
| Jocs Olímpics | No celebrat | No celebrat | No celebrat | No celebrat | No celebrat | No celebrat | No celebrat | No celebrat | 2R    | No celebrat | No celebrat | No celebrat | A   | NC  | NC   | 0 / 1     | 1 − 1     |
| Victòries − Derrotes | 1−1         | 0−0         | 1−1         | 0−1         | 0−0         | 19−11       | 3−13        | 31−18       | 16−28 | 34−18       | 18−24       | 4−16        | 6−6 | 2−6 | 0−3  | 135 – 146 | 135 – 146 |
| Rànquing a final d'any | 403         |             |             | 576         | 255         | 86          | 289         | 36          | 119   | 38          | 97          | 193         | 207 | 447 | 1198 |           |           |
| Llegenda: G: Guanyador; F: Finalista; SF: Semifinalista; QF: Quarts de final; Q: Qualificació; A: Absent; RR: Round Robin; |             |             |             |             |             |             |             |             |       |             |             |             |     |     |      |           |           |

### Dobles
| Torneig | 1981        | 1982        | 1983        | 1984        | 1985        | 1986        | 1987        | 1988  | 1989        | 1990        | 1991        | 1992 | 1993        | 1994        | 1995        | 1996 | Títols    | V − D     |
| --- | ----------- | ----------- | ----------- | ----------- | ----------- | ----------- | ----------- | ----- | ----------- | ----------- | ----------- | ---- | ----------- | ----------- | ----------- | ---- | --------- | --------- |
| Open d'Austràlia | A           | A           | A           | A           | 2R          | NC          | 2R          | QF    | 1R          | 2R          | 2R          | A    | 1R          | A           | A           | A    | 0 / 6     | 5 – 6     |
| Roland Garros | A           | A           | A           | A           | A           | A           | 2R          | 2R    | A           | A           | 1R          | 1R   | A           | A           | A           | A    | 0 / 1     | 0 – 1     |
| Wimbledon | A           | A           | A           | A           | 3R          | 3R          | 1R          | QF    | 2R          | 2R          | QF          | A    | A           | A           | A           | A    | 0 / 7     | 4 – 7     |
| US Open | A           | A           | A           | A           | 2R          | 2R          | 2R          | 2R    | 2R          | 1R          | 1R          | QF   | A           | A           | A           | A    | 0 / 7     | 4 – 7     |
| Jocs Olímpics | No celebrat | No celebrat | No celebrat | No celebrat | No celebrat | No celebrat | No celebrat | 2R    | No celebrat | No celebrat | No celebrat | A    | No celebrat | No celebrat | No celebrat | A    | 0 / 1     | 1 − 1     |
| Victòries − Derrotes | 2−1         | 0−1         | 0−0         | 0−1         | 12−14       | 13−18       | 19−16       | 32−27 | 22−15       | 21−23       | 10−17       | 10−8 | 4−3         | 2−2         | 0−0         | 0−1  | 147 – 147 | 147 – 147 |
| Rànquing a final d'any |             |             |             | 186         | 96          | 106         | 48          | 41    | 43          | 54          | 131         | 121  | 451         | 460         | 681         | 1259 |           |           |
| Llegenda: G: Guanyador; F: Finalista; SF: Semifinalista; QF: Quarts de final; Q: Qualificació; A: Absent; RR: Round Robin; |             |             |             |             |             |             |             |       |             |             |             |      |             |             |             |      |           |           |